# Катастрофа DHC-6 на Муреа
Катастрофа DHC-6 на Муреа — авиационная катастрофа, произошедшая в четверг 9 августа 2007 года на побережье острова Муреа (Французская Полинезия). Авиалайнер De Havilland Canada DHC-6-300 авиакомпании Air Moorea выполнял короткий пассажирский рейс QE 1121 по маршруту Муреа—Папеэте, но через 1 минуту и 20 секунд после взлёта потерял управление, вошёл в пикирование и рухнул в воду примерно в 700 метрах от берега. Погибли все находившиеся на его борту 20 человек — 19 пассажиров и 1 пилот.

## Самолёт
De Havilland Canada DHC-6 Twin Otter 300 (DHC-6-300) (регистрационный номер F-OIQI, серийный 608) был выпущен в 1979 году (первый полёт совершил 2 февраля). До Air Moorea эксплуатировался в США организацией «DP Acquisitions Inc.» в парашютном спорте (борт N228CS). 3 октября 2006 года был продан в авиакомпанию Французской Полинезии Air Moorea, при этом его бортовой номер сменился на F-OIQI. Самолёт был рассчитан на управление одним человеком, а пассажировместимость салона составляла 19 мест. Вес пустого самолёта был 3544 килограмма, а максимальный взлётный вес — 5670 килограммов. 11 марта 2005 года, когда самолёт уже совершил 48 674 цикла «взлёт-посадка» и налетал 29 652 часа, на нём были установлены тросы управления из нержавеющей стали; в авиапарке Air Moorea борт F-OIQI был единственным таким самолётом, так как на остальных DHC-6-300 тросы управления были выполнены из обычной углеродистой стали. Оснащён двумя турбовинтовыми двигателями Pratt & Whitney Canada PT6A-27, которые на день катастрофы имели наработку по 5146 циклов «взлёт-посадка» и 841 час. Сам 28-летний авиалайнер на день катастрофы совершил 55 044 цикла «взлёт-посадка» и налетал 30 833 час 51 минуту. На момент поступления в Air Moorea совершил 49 898 циклов «взлёт-посадка» и налетал 30 005 часов 10 минут.

## Сведения о пилоте
Самолётом управлял 53-летний пилот Мишель Сантюренн (фр. Michel Santeurenne), француз. Получил лицензию коммерческого пилота в первый раз 16 октября 1992 года в Канаде, а затем повторно 30 мая 1997 года во Франции. В том же году был сертифицирован для полётов на многомоторных самолётах. На DHC-6 сертифицирован 18 мая 2007 года после 9300 часов практики, в авиакомпании Air Moorea работал с 28 по 30 мая 2007 года, до этого работал в авиакомпании Finist'air. По данным, на день катастрофы налетал 3514,5 часов, за период работы в Air Moorea совершил двадцать три коротких перелёта общей продолжительностью 7,8 часа.

## Катастрофа
В четверг 9 августа 2007 года De Havilland Canada DHC-6-300 борт F-OIQI выполнял плановый пассажирский рейс QE 1121. Данный рейс должен был выполняться из аэропорта Муреа (остров Муреа) в аэропорт Фааа (Папеэте, остров Таити) по правилам визуальных полётов на крейсерской высоте около 180 метров, а продолжительность полёта составляла всего 7 минут. Всего на борту самолёта находились 1 пилот и 19 пассажиров.
В 11:53:22 (21:35:22 UTC) был осуществлён запуск двигателей, после чего пилот на английском и французском языках сделал объявление: Дамы и господа, здравствуйте и добро пожаловать на борт. Пожалуйста, пристегните ремни безопасности. Затем в 11:57:19 диспетчер дал разрешение следовать по аэродрому к предварительному старту BRAVO ВПП №12, а в 11:58:10 было дано разрешение занимать исполнительный старт. Лайнер вырулил на полосу и встал на уровне второй рулёжной дорожки.
В 12:00:06 было дано разрешение на взлёт, после чего через 6 секунд режим работы двигателей был увеличен. В 12:00:58, после взлёта, были убраны закрылки, а в 12:01:07 уменьшен режим двигателей. Но затем через 2 секунды при высоте полёта раздался удивлённый возглас пилота. Система опасного сближения с землёй (GPWS) выдала два сигнала предупреждения, а затем скорость вращения воздушных винтов возросла. В 12:01:20 (22:01:20 UTC), через 1 минуту и 20 секунд с начала взлёта и после ещё четырёх сигналов GPWS, рейс QE 1121 врезался в воду и полностью разрушился. Все 20 человек на его борту погибли.

## Поисковые работы
При проведении поисковых работ спасатели и рыбаки обнаружили 14 тел, а также части правой главной передачи и подушки сидений. Через несколько дней при проведении работ по подъёму бортовых самописцев было найдено 15-е тело. Всего из воды, кроме самописцев, были подняты оба двигателя, приборная панель, передняя часть кабины, включая органы управления, винтовые домкраты закрылков и хвостовая часть. При подъёме обломков было отмечено, что тросы управления рулями высоты и направления оказались порваны в передней части.

## Расследование
Расследование причин катастрофы рейса QE 1121 проводило Бюро по расследованию и анализу безопасности гражданской авиации (BEA).
В ходе расследования BEA пришло к выводу, что в момент уборки закрылков произошёл обрыв тросов управления рулями хвостового оперения, а самолёты DHC-6 имеют тенденцию к «клевку» в момент уборки закрылков, из-за чего авиалайнер опустил нос и перешёл в пикирование. Обрыв тросов произошёл по причине их значительного износа. В авиакомпании Air Moorea не знали, что борт F-OIQI является единственным самолётом в их авиапарке, у которого были тросы из нержавеющей стали, а потому, в отличие от тросов из высокоуглеродистой стали на других самолётах, в условиях солёного климата они не подвержены быстрой коррозии, однако изнашиваются быстрее. Обрыву тросов сопутствовало и то, что в ночь перед катастрофой борт F-OIQI при стоянке в аэропорту Фааа попадал в спутную струю рулившего по аэродрому Airbus A340 — мощный поток выходящих из двигателей A340 выхлопных газов ударил в управляющие поверхности небольшого самолёта, что привело к сильному ослаблению тросов.
Также катастрофе способствовали такие факторы, как недостаточная оценка диспетчерами и пилотами Air Moorea опасности попадания лёгких самолётов в спутную струю реактивных самолётов, отказ авиакомпанией в проведении специальных инспекционных проверок, а также то, что замена тросов из нержавеющей стали зависела от календарной даты, а не от числа циклов «взлёт-посадка».
Окончательный отчёт расследования BEA был опубликован 4 декабря 2008 года.

## Культурные аспекты
Катастрофа рейса 1121 Air Moorea показана в 13 сезоне канадского документального телесериала Расследования авиакатастроф в серии Кошмар в раю.